# La granja (reality show de Chile)
Para la trilogía de este programa, véase Trilogía de La granja (reality show de Chile)
La Granja fue un programa de televisión chileno adaptación del reality The Farm de Strix, que se desarrolló entre el 4 de enero y el 19 de abril de 2005, el primero de la trilogía chilena de La granja. Canal 13 apostaba nuevamente a la combinación de un reality show potente y una telenovela popular (Brujas), tal como lo habían hecho en 2003 con Protagonistas de la fama y Machos, liderando la sintonía de ese año. Si bien en un comienzo tuvo pocos resultados, durante el mes de febrero se vio potenciado por la transmisión del Festival Internacional de la Canción de Viña del Mar y La granja se convertía en el éxito televisivo del verano.
Su tema principal, «El juego verdadero» fue un remake del tema del grupo de hip-hop Tiro de Gracia, interpretado por ellos mismos.

## Participantes
La granja
| Participante                                           | Edad | Equipo       | Resultado final                       | Resultado anterior                   |
| ------------------------------------------------------ | ---- | ------------ | ------------------------------------- | ------------------------------------ |
| Gonzalo Egas Instructor de Artes Marciales.            | 29   | Finalista    | Ganador de La Granja                  |                                      |
| Álex Gerhard Ingeniero en Prevención de Riesgos.       | 37   | Finalista    | 2.º Lugar de La Granja                |                                      |
| Arturo Longton Empresario.                             | 26   | Finalista    | 3.er lugar de La Granja               |                                      |
| Gloria Cortés Promotora.                               | 20   | Individuales | 4.to lugar de La Granja               | 6.ª eliminada En duelo de habilidad  |
| María Victoria Lissidini Profesora de inglés y modelo. | 19   | Individuales | 12.ª eliminada En duelo de habilidad  |                                      |
| Eileen Aguilar Promotora.                              | 22   | Individuales | 11.ª eliminada En duelo de equilibrio |                                      |
| Marko Marinkovic Chofer.                               | 46   | Naranjas     | 10.º eliminado En duelo de equilibrio | 2.º eliminado En duelo de equilibrio |
| Nabih Chadud Ingeniero comercial.                      | 27   | Verdes       | 9.º eliminado En duelo de equilibrio  |                                      |
| Marcela Centeno Estudiante.                            | 24   | Verdes       | 8.ª eliminada En duelo de resistencia |                                      |
| Flavia Beltrami Dueña de casa.                         | 42   | Naranjas     | 7.ª eliminada En duelo de equilibrio  |                                      |
| Hércules Souza Modelo y anfitrión de eventos.          | 27   | Azules       | 5.º eliminado En duelo de equilibrio  |                                      |
| Paula Blanco Actriz.                                   | 28   | Azules       | Expulsada Por transgredir las reglas  |                                      |
| Matías Iriarte Estudiante.                             | 20   | Azules       | Expulsado Por transgredir las reglas  |                                      |
| Lorena Berríos Estudiante.                             | 21   | Azules       | 4.ª eliminada En duelo de habilidad   |                                      |
| Javier Figueroa Actor y poeta.                         | 28   | Rojos        | 3.er eliminado En duelo de equilibrio |                                      |
| Vannia Martínez Estudiante.                            | 21   | Rojos        | 1.ª eliminada En duelo de habilidad   |                                      |

- Semanas 1 - 7:

     Participante del equipo Rojos.
     Participante del equipo Azules.
- Semana 8 - 11:

     Participante del equipo Verdes.
     Participante del equipo Naranjas.
- Semana 12 - 14:

     Participante en competencia individual.
- Final:

     Participante finalista.
1. 1 2  Javier y Gloria ingresan la semana 3 como nuevos participantes.
2. ↑  Gloria ingresa la semana 8, por repechaje.
3. ↑  Marko ingresa la semana 8, por repechaje.

## Audiencia
| Horário                                         | # Eps. | Estreno            | Estreno         | Final               | Final           | Posición | Temporada | Alto |
| Horário                                         | # Eps. | Data               | Primer capítulo | Data                | Último capítulo | Posición | Temporada | Alto |
| ----------------------------------------------- | ------ | ------------------ | --------------- | ------------------- | --------------- | -------- | --------- | ---- |
| martes - viernes - lunes - jueves 22:00 / 23:15 | 70     | 4 de enero de 2005 | 40,2            | 19 de abril de 2005 | 44              | 1        | 2005      | 21,8 |

## Fases de la competencia

### Grupales
| Semanas:     | 1 - 6                    | 1 - 6            |  | 7 - 9                    | 7 - 9            |
| Equipos:     | Rojos                    | Azules           |  | Verdes                   | Naranjas         |
| Integrantes: | Álex Gerhard             | Eileen Aguilar   |  | Gloria Cortés            | Álex Gerhard     |
| Integrantes: | Arturo Longton           | Gonzalo Egas     |  | Gonzalo Egas             | Arturo Longton   |
| Integrantes: | Flavia Beltrami          | Hércules Souza   |  | Marcela Centeno          | Eileen Aguilar   |
| Integrantes: | Marcela Centeno          | Lorena Berríos   |  | María Victoria Lissidini | Flavia Beltrami  |
| Integrantes: | María Victoria Lissidini | Marko Marinkovic |  | Nabih Chadud             | Marko Marinkovic |
| Integrantes: | Nabih Chadud             | Matías Iriarte   |  |                          |                  |
| Integrantes: | Vannia Martínez          | Paula Blanco     |  |                          |                  |
| Integrantes: | Javier Figueroa          | Gloria Cortés    |  |                          |                  |

### Individuales
| Semanas:       | 12 - 13                  | 14             |  | 15             | 15    | 15             | 15    | 15           | 15    | 15           |
| Instancia:     | Individuales             | Individuales   |  | Final          | Final | Final          | Final | Final        | Final | Final        |
| Instancia:     | -                        | 4.º lugar      |  | Finalistas     |       | 3º lugar       |       | Final        |       | Ganador      |
| Participantes: | Álex Gerhard             | Álex Gerhard   |  | Álex Gerhard   |       | Álex Gerhard   |       | Álex Gerhard |       | Gonzalo Egas |
| Participantes: | Arturo Longton           | Arturo Longton |  | Arturo Longton |       | Arturo Longton |       | Gonzalo Egas |       |              |
| Participantes: | Eileen Aguilar           | Gloria Cortés  |  | Gonzalo Egas   |       | Gonzalo Egas   |       |              |       |              |
| Participantes: | Gloria Cortés            | Gonzalo Egas   |  |                |       |                |       |              |       |              |
| Participantes: | Gonzalo Egas             |                |  |                |       |                |       |              |       |              |
| Participantes: | María Victoria Lissidini |                |  |                |       |                |       |              |       |              |

## Desarrollo del concurso
La siguiente tabla presenta el desarrollo del concurso. Se entregan el capataz, el equipo ganador de la prueba de destrezas (ganadores de la inmunidad), los dos nominados para la eliminación (por votación de compañeros y del público) y el eliminado en el duelo final. Cada concursante aparece, además, coloreado según el equipo al que pertenecía en cada semana y el voto para elegir a uno de los nominados.
| Semana         | 1                  | 2               | 3                  | 4                | 5                | 6                 | 7                  | 8                | 9                     | 10              | 11             | 12                | 13             | 14 (4)                | 15               | 15                     | 15                        |
| -------------- | ------------------ | --------------- | ------------------ | ---------------- | ---------------- | ----------------- | ------------------ | ---------------- | --------------------- | --------------- | -------------- | ----------------- | -------------- | --------------------- | ---------------- | ---------------------- | ------------------------- |
| Capataz        | Gonzalo            | Vicky           | Arturo             | Arturo           | Eileen           | Gloria            | Nabih              | Gonzalo          | Arturo                | Álex            | Eileen         | Vicky             | Arturo         | Gonzalo               | NO               | NO                     | NO                        |
| Inmunidad      | Azules             | Rojos           | Azules             | Rojos            | Rojos            | Rojos             | Rojos              | Verdes           | Naranjas              | Naranjas        | Verdes         | Gloria            | Arturo         | NO                    | NO               | NO                     | NO                        |
| Gonzalo        | Arturo             | -               | Javier             | -                | -                | -                 | -                  | Arturo           | -                     | -               | Álex           | Eileen            | Álex           | 2°                    | - 28,24%         | Avanza                 | Ganador                   |
| Álex           | -                  | Marko           | -                  | Lorena           | Matías           | Hércules          | Gonzalo            | -                | Nabih                 | Nabih           | -              | Eileen            | Vicky          | 3°                    | Avanza 52,77%    | -                      | Segundo Puesto            |
| Arturo         | -                  | Gonzalo         | -                  | Gonzalo          | Gonzalo          | Gonzalo           | Gonzalo            | -                | Gonzalo               | Nabih           | -              | Eileen            | Álex           | 1°                    | - 18,99%         | Tercer Puesto          |                           |
| Gloria         |                    |                 | Marcela            | -                | -                | -                 | -                  | Arturo           | -                     | -               | Marko          | Gonzalo           | Gonzalo        | Cuarto Puesto         |                  | Gonzalo                |                           |
| Vicky          | -                  | Marko           | -                  | Lorena           | Matías           | Hércules          | Eileen             | Flavia           | -                     | -               | Álex           | Álex              | Álex           |                       |                  | Gonzalo                |                           |
| Eileen         | Nabih              | -               | Vicky              | -                | -                | -                 | -                  | -                | Vicky                 | Gonzalo         | -              | Gonzalo           |                |                       |                  | Gonzalo                |                           |
| Marko          | Álex               | -               |                    |                  |                  |                   |                    | -                | Vicky                 | Nabih           | -              |                   |                |                       |                  | Arturo                 |                           |
| Nabih          | -                  | Marko           | -                  | Gloria           | Matías           | Gonzalo           | Gonzalo            | Álex             | -                     | -               |                |                   |                |                       |                  | Gonzalo                |                           |
| Marcela        | -                  | Marko           | -                  | Lorena           | Matías           | Gonzalo           | Gonzalo            | Arturo           | -                     |                 |                |                   |                |                       |                  | Gonzalo                |                           |
| Flavia         | -                  | Gonzalo         | -                  | Gonzalo          | Gonzalo          | Gonzalo           | Gonzalo            | -                |                       |                 |                |                   |                |                       |                  | Arturo                 |                           |
| Hércules       | Vannia             | -               | Flavia             | -                | -                | -                 |                    |                  |                       |                 |                |                   |                |                       |                  | Gonzalo                |                           |
| Matías         | Arturo             | -               | Flavia             | -                | -                |                   |                    |                  |                       |                 |                |                   |                |                       |                  |                        |                           |
| Paula          | Arturo             | -               | Nabih              | -                | -                |                   |                    |                  |                       |                 |                |                   |                |                       |                  |                        |                           |
| Lorena         | Marcela            | -               | Marcela            | -                |                  |                   |                    |                  |                       |                 |                |                   |                |                       |                  | Arturo                 |                           |
| Javier         |                    |                 | -                  |                  |                  |                   |                    |                  |                       |                 |                |                   |                |                       |                  | Arturo                 |                           |
| Vannia         | -                  |                 |                    |                  |                  |                   |                    |                  |                       |                 |                |                   |                |                       |                  | Arturo                 |                           |
| Nominados      | Arturo 3/7 votos   | Marko 4/6 votos | Marcela 2/7 votos1 | Lorena 3/6 votos | Matías 4/6 votos | Gonzalo 4/6 votos | Gonzalo 5/6 votos  | Arturo 3/5 votos | Vicky 2/4 votos       | Nabih 3/4 votos | Álex 2/3 votos | Eileen 3/6 votos  | Álex 3/5 votos | NO                    | NO               | Gonzalo 6/11 votos     | Álex por el público       |
| Nominados      | Vannia 72,2%       | Gonzalo %       | Javier 30,38%      | Gloria %         | Paula %          | Hércules %        | Gloria 56,21%      | Flavia 54,57%    | Marcela 50.89%        | Gonzalo 52,34%  | Marko 52.0%    | Arturo por Eileen | Vicky por Álex | NO                    | NO               | Arturo 5/11 votos      | Gonzalo por participantes |
| Tipo de duelo³ | Habilidad Destreza | Equilibrio      | Equilibrio         | Habilidad        | -                | Equilibrio        | Habilidad Destreza | Equilibrio       | Habilidad Resistencia | Equilibrio      | Habilidad      | Equilibrio        | Habilidad      | Habilidad Resistencia | Votación público | Votación participantes | Fuerza                    |
| Eliminado      | Vannia             | Marko           | Javier             | Lorena           | 2                | Hércules          | Gloria             | Flavia           | Marcela               | Nabih           | Marko          | Eileen            | Vicky          | Gloria                | NO               | Arturo                 | Álex                      |

¹: Marcela y Flavia empataron en votos de sus compañeros. Arturo, como capataz, debió elegir a la primera nominada.
²: Matías y Paula no quisieron hacer el duelo y ambos abandonaron la granja.
³: El tipo de duelo lo elige el nominado por el público (2.º nominado).
4: Competencia individual, deben subir una escalera marinera de 18 metros, el último en llegar es eliminado (Cuarto Lugar).

### Duelos
- 1.er Duelo: Debían cortar leña en un tiempo determinado(2 vueltas de un reloj de arena), quien lograra cortar la mayor cantidad de leña era el ganador.

- 2º Duelo: Debían hacer equilibrio sobre unos palos enfrente del adversario, y a la vez intentar botar al contricante con mazo. Cada participante contaba con 3 troncos (n.º de oportunidades en que podía caer), el primero que botara al otro 3 veces ganaba.

- 3.er Duelo: Debían mantener el equilibrio sobre unos palos puestos verticalmente en la tierra cada uno más grande que el anterior, haciendo las veces de camino que les ayudaba a alcanzar unas manzanas que estaban colgadas sobre ellos. Quien lograra sacar 5 manzanas era el ganador.

- 4º duelo: Debían atornillar unas argollas en estacas, pasando a través de éstas una cuerda en zig-zag,  quien primero llegaba al punto de partida amarrando la cuerda, ganaba el duelo.

- 5º y 6º Duelo: El competidor partía parado en el centro sobre un palo con una base, alrededor de la cual había cuatro más, pero en cada una de ellas había una canasta con cuatro frutas diferentes. El participante debía pasar a cada una de las estructuras a través de un palo que el debía cargar y manipular, de modo que al concluir en cada canasta debían haber cuatro frutas iguales, al lograr esto debían tocar una campana, quien primer llevase a cabo la prueba era el ganador.

- 7º Duelo: Ambos concurasantes con los ojos vendados debía quitar un cascabel que colgaba de la cintura del adversario guiándose solo por el oído, quien primero lo obtuviese ganaba.

- 8º Duelo: Debían pasar por unos palos tomar una estaca y llevar al comienzo y ponerla en un palo con agujeros, quien primero lograse llevar todas las estacas era el ganador.

- 9º Duelo: Cada participante estaba sentada sobre dos tablas. Con un serrucho debían cortar las tablas del adversario, para así lograr hacerlo caer y obtener la victoria.

- 10º Duelo: Debían transportar cajas de tomate de un lado a otros y luego apilarlos para lograr alcanzar una antorcha, la que debían encender por fósforos, quien primero la encendiese era el ganador.

- 11º Duelo: Debían hacer una escalera cortando y midiendo palos, luego clavarlos y subirse en ella, para así alcanzar unas antorchas las que debían encender. El primero que lo lograse era el triunfador.

- 12º Duelo: Cada participante debía transportar 10 huevos haciendo equilibrio sobre una bobina gigante, quien primero lo hiciese era el ganador.

- 13º Duelo: Ambos participantes dentro de un círculo de fuego debían apagarlo al taparlo con barro que transportaban en una pala, quien primero extinguiese el fuego era el ganador.

- 14º Duelo: Debían empujar un palo sobre unos rieles hasta llegar al otro lado, una vez ahí, tomar una bandera y volver de regreso para ponerla en un barril, quien primero lograse cumplir el trayecto tres veces era el ganador.

### Final
La final se realizó el 19 de abril de 2005, dentro de la misma hacienda en que se filmaba el programa, siendo transmitida en vivo desde las 22:30 (UTC-4). Tras la eliminación de Gloria en una competencia individual, Arturo, Álex y Gonzalo llegaron como finalistas.
Luego de las presentaciones de rigor, se anunció el método de resolución del programa. Tras una votación popular por diferentes tipos de medios de comunicación, el que obtuviera el mayor porcentaje de estos pasaría directamente al "duelo final". Luego, los antiguos participantes (a excepción de Paula y Matías, quienes desertaron del programa) votarían y elegirían al segundo duelista.
Los resultados de la votación telefónica clasificaron a Álex como el primer duelista al obtener el 52,77% de los votos. Gonzalo obtuvo el 28,24% y Arturo sólo el 18,99%. La votación de los compañeros eligió finalmente a Gonzalo para enfrentarse a Álex por un estrecho margen. Gonzalo recibió la votación de Vicky, Marcela, Gloria, Hércules, Eileen y Nabih; Arturo recibió los votos de Marko, Javier, Flavia, Lorena y Vannia.
El duelo final se realizó finalmente cerca de las 2.00 y consistía de una barra gruesa de madera instalada sobre unos rieles a una altura cercana a 1,2 m. Los rieles de cerca de 10 m de largo finalizaban con una cesta a cada lado que contenía banderas. Cada uno de los participantes debía colocarse entre los rieles y empujar la barra de madera, arrastrando a su adversario y capturando las banderas, así ganaría aquel que obtuviera primero cuatro banderas. En la competición, Gonzalo, practicante de artes marciales prácticamente arrasó sobre Álex capturando las 4 banderas y perdiendo sólo 1. Gonzalo obtuvo como premio 50 millones de pesos y un jeep, mientras que Álex recibió 10 millones y una motocicleta, mientras que Longton sólo 2 millones de pesos en productos Jumbo.

## Resumen de la Competencia

### Competencia por Equipos
| Participante | Semana    | Semana    | Semana    | Semana    | Semana    | Semana    | Semana    | Semana    | Semana    | Semana    | Semana    |
| Participante | 1         | 2         | 3         | 4         | 5         | 6         | 7         | 8         | 9         | 10        | 11        |
| ------------ | --------- | --------- | --------- | --------- | --------- | --------- | --------- | --------- | --------- | --------- | --------- |
| Gonzalo      | Capataz   | Nominado  | Gana      | Salvado   | Salvado   | Nominado  | Nominado  | Capataz   | Salvado   | Nominado  | Gana      |
| Álex         | Salvado   | Gana      | Salvado   | Gana      | Gana      | Gana      | Gana      | Salvado   | Gana      | Capataz   | Nominado  |
| Arturo       | Nominado  | Gana      | Capataz   | Capataz   | Gana      | Gana      | Gana      | Nominado  | Capataz   | Gana      | Salvado   |
| Gloria       |           |           | Gana      | Nominada  | Salvada   | Capataz   | Eliminada | Gana      | Salvada   | Salvada   | Gana      |
| Vicky        | Salvada   | Capataz   | Salvada   | Gana      | Gana      | Gana      | Gana      | Gana      | Nominada  | Salvada   | Gana      |
| Eileen       | Gana      | Salvada   | Gana      | Salvada   | Capataz   | Salvada   | Salvada   | Salvada   | Gana      | Gana      | Capataz   |
| Marko        | Gana      | Eliminado |           |           |           |           |           | Salvado   | Gana      | Gana      | Eliminado |
| Nabih        | Salvado   | Gana      | Salvado   | Gana      | Gana      | Gana      | Capataz   | Gana      | Salvado   | Eliminado |           |
| Marcela      | Salvada   | Gana      | Nominada  | Gana      | Gana      | Gana      | Gana      | Gana      | Eliminada |           |           |
| Flavia       | Salvada   | Gana      | Salvada   | Gana      | Gana      | Gana      | Gana      | Eliminada |           |           |           |
| Hércules     | Gana      | Salvado   | Gana      | Salvado   | Salvado   | Eliminado |           |           |           |           |           |
| Matías       | Gana      | Salvado   | Gana      | Salvado   | Expulsado |           |           |           |           |           |           |
| Paula        | Gana      | Salvada   | Gana      | Salvada   | Expulsada |           |           |           |           |           |           |
| Lorena       | Gana      | Salvada   | Gana      | Eliminada |           |           |           |           |           |           |           |
| Javier       |           |           | Eliminado |           |           |           |           |           |           |           |           |
| Vannia       | Eliminada |           |           |           |           |           |           |           |           |           |           |

     El participante gana junto a su equipo la semana.
     El participante es el Capataz de la semana, por lo tanto, goza de inmunidad.
     El participante pierde junto a su equipo, pero no es nominado.
     El participante pierde junto a su equipo la semana y es nominado por el equipo contrario.
     El participante pierde junto a su equipo la semana y es nominado por votación del público.
     El participante es nominado, pierde el duelo de eliminación y posteriormente es eliminado de la competencia.
     El participante es expulsado de la competencia.

### Competencia Individual y "La Final"
| Participante | Semana    | Semana    | Semana     | Semana     | Semana   |
| Participante | 12        | 13        | 14         | 15         | 15       |
| ------------ | --------- | --------- | ---------- | ---------- | -------- |
| Gonzalo      | Salvado   | Salvado   | Capataz    | Gana       | Ganador  |
| Álex         | Salvado   | Nominado  | Avanza 3.º | Gana       | 2º Lugar |
| Arturo       | Nominado  | Capataz   | Avanza 1.º | 3.er Lugar |          |
| Gloria       | Gana      | Salvada   | 4.º Lugar  |            |          |
| Vicky        | Capataz   | Eliminada |            |            |          |
| Eileen       | Eliminada |           |            |            |          |

     El participante gana la competencia de la semana, obteniendo inmunidad.
     El participante es el Capataz de la semana, por lo tanto, goza de inmunidad (a partir de la semana 14, este título no otorga inmunidad)
     El participante es el Capataz de la semana y además, gana la competencia de la semana.
     El participante no es nominado.
     El participante es nominado por sus compañeros.
     El participante es elegido por el primer nominado a ser parte del duelo de eliminación.
     El participante es nominado, pierde el duelo de eliminación y posteriormente es eliminado de la competencia.